# 1,2-Dibrómetán
Az 1,2-dibrómetán egy halogénezett szénhidrogén.

## Előállítása
Elő lehet állítani etén (etilén) és bróm addíciós reakciójával:
{\displaystyle {\ce {C2H4 + Br2 -> C2H4Br2}}}
Valamint elő lehet állítani etán brómmal való szubsztitúciójával is:
{\displaystyle {\ce {C2H6 + 2Br2 -> C2H4Br2 + 2H2}}}

## Használata

### Rovarirtóként
Az 1,2-dibrómetánt rovarirtóként használták a talajban és különböző növényeken, miután az 1,2-dibróm-3-klórpropánt kivonták a forgalomból. A legtöbb ilyen jellegű felhasználással felhagytak az Amerikai Egyesült Államokban, azonban még mindig használják például a farönkök termeszek és bogarak elleni kezelésére, valamint a méhkasokban élő molyok szabályozására.

## Fordítás
Ez a szócikk részben vagy egészben  a(z)   1,2-Dibromoethane című angol Wikipédia-szócikk fordításán alapul.  Az eredeti cikk szerkesztőit annak laptörténete sorolja fel. Ez a jelzés csupán a megfogalmazás eredetét és a szerzői jogokat jelzi, nem szolgál a cikkben szereplő információk forrásmegjelöléseként.